# Дурнин, Пэт
Патриция «Пэт» Дурнин-Лич (англ. Patricia "Pat" Durnin-Leach; 4 августа 1959 года в Виннипеге, провинция Манитоба, Канада) — канадская конькобежка, специализирующаяся в конькобежный спорте и шорт-треке. Серебряный призёр в эстафете первого неофициального чемпионата мира по шорт-треку 1976 года. Участвовала в Олимпийских играх 1980 года в конькобежном спорте.

## Биография
Пэт Дурнин начала кататься на коньках в возрасте 11 лет, и даже не знала куда её приведёт этот вид спорта. На зимних Канадских играх в 1975 году она выиграла золотую медаль на дистанции 1000 м и серебряную на 400 м. В 16 лет завоевала три бронзы на юниорском чемпионате мира. В 1976 году выступила в составе сборной по шорт-треку на первом чемпионате мира в Шампейне и взяла серебро в эстафете. На чемпионате мира в многоборье в Херенвене в 1977 году Пэт заняла 10-е место по сумме всех дистанции, а следом на спринтерском чемпионате мира в Алкмааре, была 4-й в общем зачёте, что стало её лучшим результатом за всё время выступлении. На следующий год Пэт вновь участвовала на чемпионатах мира в многоборье и спринте и заняла соответственно 21-е и 13-е места в общем зачёте. В 1980 году она попала на Олимпийские игры в Лейк-Плэсиде, где участвовала на дистанции 3000 м и заняла 23-е место.

## Работа тренера
В конце 80-х годов Пэт помогла создать клуб конькобежцев «Westman Speed Skating Club» в Брандоне. Она стала членом правления этого клуба и со временем главным тренером. Также она работала тренером команды Манитобы на зимних Канадских играх и других национальных соревнованиях, а также входила в совет дисциплинарных комиссии.

## Награды
- 10 июня 2019 года — введена в зал Славы конькобежного спорта Канады.[5]